# Gracie Glam
Gracie Glam (Raleigh, Észak-Karolina, 1990. szeptember 9. –) amerikai pornószínésznő.

## Élete és pályafutása
2009-ben debütált első filmjével, amikor 19 éves volt. 165 centiméter magas, nincs tetoválása. Német akcentusa van. Glam akkor került bele a felnőtt szórakoztató iparba, amikor meztelen képeit publikálta a "Score" férfi magazin, mialatt felsőfokú tanulmányait folytatta a divatszakmában. 2009. június 1-én Los Angelesbe költözött. 2010-ben AVN-díjra jelölték a legjobb csoportos szexjelenet kategóriában. A következő cégeknek dolgozott: Adam and Eve, Hustler, New Sensations, Evil Angel és Jules Jordan Video.

## Válogatott filmográfia
| Girls Tribbing Girls 2: Intense Orgasms - 2013 She-Hulk XXX: An Axel Braun Parody - 2013 All Natural Glamour Solos III - 2013 Hard-Core Allure 2 - 2013 Lesbian Crime Stories - 2013 That's So... Lesbian - 2013 Girls Kissing Girls: Volume Eleven - 2013 Analingus - 2012 Lesbian Guidance Counselor 2 - 2012 Spartacus MMXII: The Beginning - 2012 Lesbian Psychodramas 11 - 2012 Creamy Panties: Big Natural Breasts - 2012 Superstars - 2012 Asking Price - 2012 Evalutionary 2 - 2012 Tomb Raider XXX: An Exquisite Films Parody | - 2012 Immortal Love - 2012 Jessica Drake's Guide to Wicked Sex: Threesomes - Every Man's Fantasy - 2012 Lesbo Pool Party - 2012 Cooking with Kayden - 2012 Job Swap - 2012 Love or Lust - 2012 Lesbian Workout - 2012 Rachel Starr: Dirty Little Tease - 2012 Creamy Center - 2012 Zorro XXX: A Pleasure Dynasty Parody - 2012 Barely Legal POV 10 - 2012 Blow Me Sandwich 15 - 2012 Spin Class Ass - 2012 Sweet & Natural - 2012 The Bartender - 2012 Breaking All Ties |